# گورستان روستای باریکه ۲
قبرستان روستای باریکه ۲ مربوط به دوره ساسانیان - سده‌های اولیه اسلام است و در شهرستان چرداول، بخش هلیلان، دهستان هلیلان، ۱/۵ کیلومتری شمال روستای باریکه واقع شده و این اثر در تاریخ ۲۲ آبان ۱۳۸۶ با شمارهٔ ثبت ۱۹۹۴۲ به‌عنوان یکی از آثار ملی ایران به ثبت رسیده است.